# 梁芳
梁芳(1965年7月5日—)，女，满族，中國解放軍海军大校军衔，毕业于国防大学，军事战略学博士，现任国防大学战略教研部军事战略教研室教授，硕士研究生导师，中国海洋学会军事海洋学专业委员会副秘书长。

## 生平
出生于军人家庭，在军营中长大，高中毕业后毅然报考了军校，一路攻讀至国防大学後留校任教，2006年開始“维护海上战略通道安全”的课题專攻研究，先後獲得国防大学刘伯承奖二等奖、巾帼建功先进个人、全国三八红旗手等獎，2007年開始擔任央視和北京衛視諸多軍事節目評論員，《今日关注》《海峡两岸》《防务新观察》等節目海洋議題基本班底。

## 延伸阅读
[在维基数据编辑]
 《明史卷三百〇四》，出自《明史》